# Championnat de Roumanie de football 1968-1969
Navigation
Saison précédente Saison suivante
La saison 1968-1969 du Championnat de Roumanie de football était la 51e édition de la première division roumaine. Le championnat rassemble les 16 meilleures équipes du pays au sein d'une poule unique, où chaque club rencontre tous ses adversaires 2 fois, à domicile et à l'extérieur.
C'est l'UT Arad qui termine en tête du championnat et remporte le 5e titre de champion de Roumanie de son histoire.

## Les 16 clubs participants
| - Dinamo Bucarest - Dinamo Bacău - FC Petrolul Ploiești - Steaua Bucarest - FC Progresul Bucarest - Crișul Oradea - Promu de Divizia B - Farul Constanța - Vagonul Arad - Promu de Divizia B | - UT Arad - FC Argeș Pitești - Universitatea Cluj - FC Rapid Bucarest - Universitatea Craiova - ASA Târgu Mureș - SC Jiul Petroșani - Politehnica Iași - Promu de Divizia B |

## Compétition

### Classement
Le classement est établi en utilisant le barème suivant :
- Victoire : 2 points
- Match nul : 1 point
- Défaite, forfait ou abandon : 0 point

| Rang | Équipe                  | Pts | J  | G  | N | P  | Bp | Bc | Diff |
| ---- | ----------------------- | --- | -- | -- | - | -- | -- | -- | ---- |
| 1    | UT Arad                 | 38  | 30 | 17 | 4 | 9  | 50 | 27 | +23  |
| 2    | Dinamo Bucarest         | 35  | 30 | 15 | 5 | 10 | 55 | 33 | +22  |
| 3    | FC Rapid Bucarest       | 34  | 30 | 14 | 6 | 10 | 41 | 33 | +8   |
| 4    | Steaua Bucarest (T) (C) | 33  | 30 | 14 | 5 | 11 | 50 | 38 | +12  |
| 5    | Dinamo Bacău            | 33  | 30 | 13 | 7 | 10 | 31 | 28 | +3   |
| 6    | SC Jiul Petroșani       | 31  | 30 | 13 | 5 | 12 | 35 | 32 | +3   |
| 7    | Universitatea Craiova   | 31  | 30 | 14 | 3 | 13 | 45 | 47 | -2   |
| 8    | Universitatea Cluj      | 30  | 30 | 13 | 4 | 13 | 47 | 39 | +8   |
| 9    | Farul Constanța         | 29  | 30 | 13 | 3 | 14 | 35 | 43 | -8   |
| 10   | Crișul Oradea (P)       | 28  | 30 | 10 | 8 | 12 | 36 | 33 | +3   |
| 11   | Politehnica Iași (P)    | 28  | 30 | 12 | 4 | 14 | 31 | 42 | -11  |
| 12   | FC Argeș Pitești        | 27  | 30 | 13 | 1 | 16 | 38 | 44 | -6   |
| 13   | FC Petrolul Ploiești    | 27  | 30 | 12 | 3 | 15 | 30 | 41 | -11  |
| 14   | ASA Târgu Mureș         | 27  | 30 | 12 | 3 | 15 | 32 | 47 | -15  |
| 15   | Progresul Bucarest      | 26  | 30 | 9  | 8 | 13 | 30 | 39 | -9   |
| 16   | Vagonul Arad (P)        | 23  | 30 | 10 | 3 | 17 | 40 | 60 | -20  |

|  | Qualifié pour la Coupe des clubs champions 1969-1970  |
|  | Qualifié pour la Coupe des Coupes 1969-1970           |
|  | Qualifié pour la Coupe des villes de foires 1969-1970 |
|  | Relégation en Divizia B                               |

## Bilan de la saison
| Tableau d'Honneur                   |                 |
| Compétition                         | Vainqueur       |
| Championnat de Roumanie de football | UT Arad         |
| Coupe de Roumanie de football       | Steaua Bucarest |

| Qualifications européennes           |                                |
| Compétition                          | Qualifié                       |
| Coupe des clubs champions 1969-1970  | UT Arad                        |
| Coupe des Coupes 1969-1970           | Steaua Bucarest                |
| Coupe des villes de foires 1969-1970 | Dinamo Bacău FC Rapid Bucarest |

| Promotions et relégations |                                     |
| Promus en Divizia A       | Steagul Roșu Orașul Brașov CFR Cluj |
| Relégués en Divizia B     | FC Progresul Bucarest Vagonul Arad  |